# Emil Larsen
Emil Larsen est un footballeur international danois, né le 22 juin 1991 à Copenhague. Il évolue au poste de milieu offensif.

## Palmarès
Vierge

## Statistiques
| Saison    | Club                | Pays         | Championnat         | Coupes nationales | Coupes d'Europe | Danemark |
| --------- | ------------------- | ------------ | ------------------- | ----------------- | --------------- | -------- |
| 2009-2010 | Lyngby BK           | 1st Division | 27 matchs / 11 buts | -                 | -               | -        |
| 2010-2011 | Lyngby BK           | SAS Ligaen   | 24 matchs / 5 buts  | -                 | -               | -        |
| 2011-2012 | Lyngby BK           | SAS Ligaen   | 32 matchs / 9 buts  | -                 | -               | -        |
| 2012-2013 | OB Odense           | SAS Ligaen   | 24 matchs / 5 buts  | 2 matchs          | -               | 3 matchs |
| 2013-2014 | OB Odense           | SAS Ligaen   | 32 matchs / 6 buts  | 2 matchs          | -               | 4 matchs |
| 2014-2015 | OB Odense           | SAS Ligaen   | 32 matchs / 3 buts  | 1 match           | -               | -        |
| 2015-2016 | OB Odense           | SAS Ligaen   | 16 matchs / 1 but   | 2 matchs          | -               | -        |
| 2016      | Crew SC de Columbus | MLS          | 3 matchs            | 2 matchs          | -               | -        |
| 2016-2017 | Lyngby BK           | SAS Ligaen   | 3 matchs            | -                 | -               | -        |

Dernière mise à jour le 29/03/2017